# Frans Werner Tamm
Pour les articles homonymes, voir Tamm.

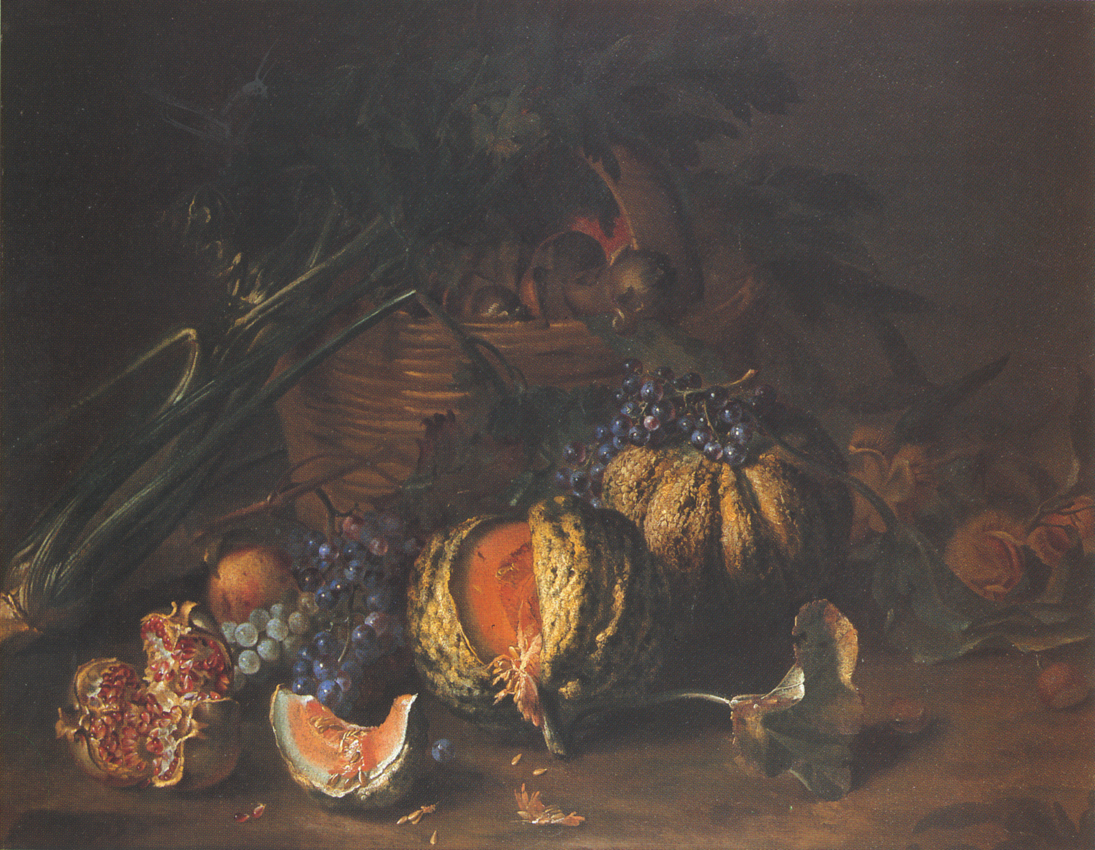
Nature morte à la grenade, aux raisins et aux melons

Frans Werner Tamm est un peintre allemand né en 1658 à Hambourg et mort en 1724 à Vienne.

## Biographie
Frans rejoint les Bentvueghels, une association d' artistes principalement néerlandais et flamands travaillant à Rome, et adopte le surnom de «Dapper» (Brave). Il fut influencé par David de Coninck et devint le professeur de Pietro Navarra. 
Il suit l’enseignement de Dietrich von Sosten et de Johann Joachim Pfeiffer, puis s’installe à Rome vers 1685 où Caspar van Wittel, dit Vanvitelli, l'introduit dans le cercle des peintres hollandais installés dans la Ville éternelle. Il travaille occasionnellement avec Peeter van Bloemen et Carel van Vogelaer, et devient l'un des disciples du peintre et graveur italien Carlo Maratta. Grâce à Maratta, Tamm gagne une réputation en Allemagne, en Angleterre, en France et en Espagne. Frans s'est d'abord consacré à la peinture d'histoire avant de se spécialiser dans le genre des natures mortes. À partir du milieu des années 1690, il s'installe à Vienne, où il travaille pour la cour de l’empereur Leopold Ier, puis du prince du Liechtenstein. Il quitte occasionnellement la ville pour des commandes du Liechtenstein et, en 1702, de Passau.